# Muhámmad ibn Háshim at-Tuyibi
Muhámmad ibn Háshim at-Tuyibi (Muhámmad, hijo de Háshim, de los tuyibíes) también llamado Abu Yahya (padre de Yayha) o Abohaia en las crónicas cristianas, fue un gobernante de la Zaragoza musulmana durante el siglo X. 
Hijo de Háshim ibn Muhámmad at-Tuyibi, de la dinastía Banu Tuyib, heredó el gobierno de Zaragoza en 931 en el marco de enfrentamientos entre el poder central de Abderramán III y poderes locales de la Marca Superior. Los tuyibíes, dinastía de origen yemenita con base de poder en el valle del Jalón (Calatayud, Daroca) habían sido apoyados por el poder califal para desalojar a los antes hegemónicos Banu Qasi, elevando el estatus de su abuelo y su padre. Sin embargo, pronto habían mostrado su propia autonomía frente al poder cordobés. 
Muhámmad sucedió a su padre y hubo de acudir a Córdoba en 932 para ser confirmado como valí aunque se pronto se rebeló. En 934 contaba con el apoyo de Ramiro II de León y de la regente de Pamplona, Toda, que infligieron una derrota a las huestes califales en la segunda batalla de Osma. 
Desde 935 Abderramán, que le responsabilizaba de la derrota de Osma, libró una campaña en los feudos tuyibíes del Jalón, ejecutando al gobernador del clan en Calatayud. Tras subyugar a los aliados pamploneses de los tuyibíes, el califa impuso un breve sitio a Muhámmad en Zaragoza, construyendo Qadrit en el valle del Huerva para controlar los accesos a la ciudad. Pasados tres meses el tuyibí capituló y para 937 Muhámmad estaba de nuevo sujeto al poder califal. Poco después participó con Abderramán en la batalla de Simancas de 939 contra sus antiguos aliados, siendo hecho preso. 
No recuperó su libertad hasta 941, volviendo a regir la Marca Superior como visir autónomo pero leal a Córdoba. Al poco de volver, derrotó al reino de Pamplona en 942 recuperando los castillos de Sen y Men que García Sánchez había brevemente ocupado. La victoria fue celebrada en la mezquita de Córdoba. Retuvo el gobierno de la marca hasta su muerte en 950. Fue sucedido por su hijo Yahya ibn Muhámmad.